# Tiemnik
Tiemnik (ros. Темник) – osiedle w Rosji, w Buriacji, w rejonie sielengińskim. W 2010 liczyło 610 mieszkańców.